# آدم كي
آدم كي (بالإنجليزية: Adam Kay)‏ (5 مارس 1990 في المملكة المتحدة - ) هو لاعب كرة قدم بريطاني في مركز الوسط. لعب مع نادي أكرينغتون ستانلي ونادي بيرنلي ونادي تشستر سيتي ونادي رادكليف ‏ ونادي ستاليبريدج سيلتيك.

## وصلات خارجية
- آدم كي على موقع قاعدة بيانات كرة القدم.إي يو (الإنجليزية)
- آدم كي على موقع Soccerbase.com (لاعب) (الإنجليزية)
- آدم كي على موقع Soccerway.com (الإنجليزية)
- آدم كي على موقع AS.com (الإسبانية)